# Türkischer Föderativstaat von Zypern
Der Türkische Föderativstaat von Zypern war ein Staat, der von den Zyperntürken nach der türkischen Militäroffensive, nachdem die Autonome Türkische Administration auf Zypern (1974/75) aufgelöst worden war, im Jahre 1975 gegründet wurde. Er verstand sich nicht als souveräner und unabhängiger Staat, sondern sah sich als Teilstaat eines fortbestehenden zyprischen Gesamtstaates. Obgleich sich völkerrechtlich die Frage der Anerkennung nicht stellte, wurde er nur von der Türkei anerkannt. Am 15. November 1983 erklärte er sich unter dem Namen Türkische Republik Nordzypern für unabhängig.
Hauptort war Nord-Nikosia, der nördliche Teil der geteilten ehemaligen Hauptstadt Nikosia.